# 運河站 (日本)
運河站（日语：／ Unga eki */?），位於日本千葉縣流山市東深井，是東武鐵道野田線（東武都市公園線）的鐵路車站。站名來自鄰近的利根運河。車站編號是TD 19。

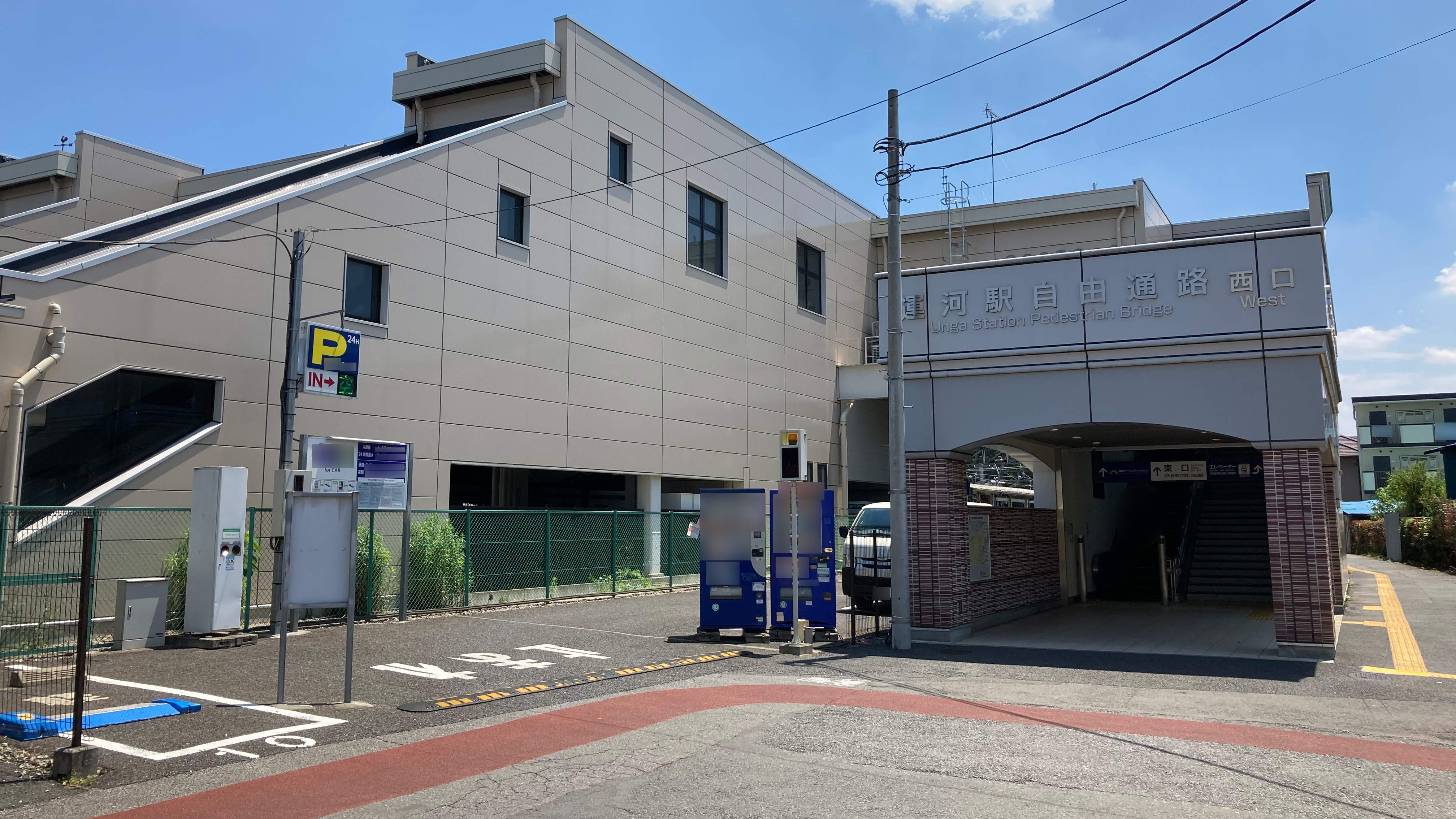
西口（2021年5月）

## 車站結構
上行是側式月台1面1線，下行是島式月台1面2線，合計2面3線的地面車站。跨站式站房在2013年7月13日開始使用。跨站式站房閘機層與東西出口、月台之間各自以升降機和扶手電梯聯絡廁所位於閘內大堂部分，併設了多用途廁所。

### 月台配置
| 月台 | 路線           | 方向 | 目的地                     | 備註                                |
| ---- | -------------- | ---- | -------------------------- | ----------------------------------- |
| 1    | 東武都市公園線 | 上行 | 野田市、春日部、大宮方向   |                                     |
| 2、3 | 東武都市公園線 | 下行 | 流山大鷹之森、柏、船橋方向 | 2號月台供折返列車與下行最終列車使用 |

圖片

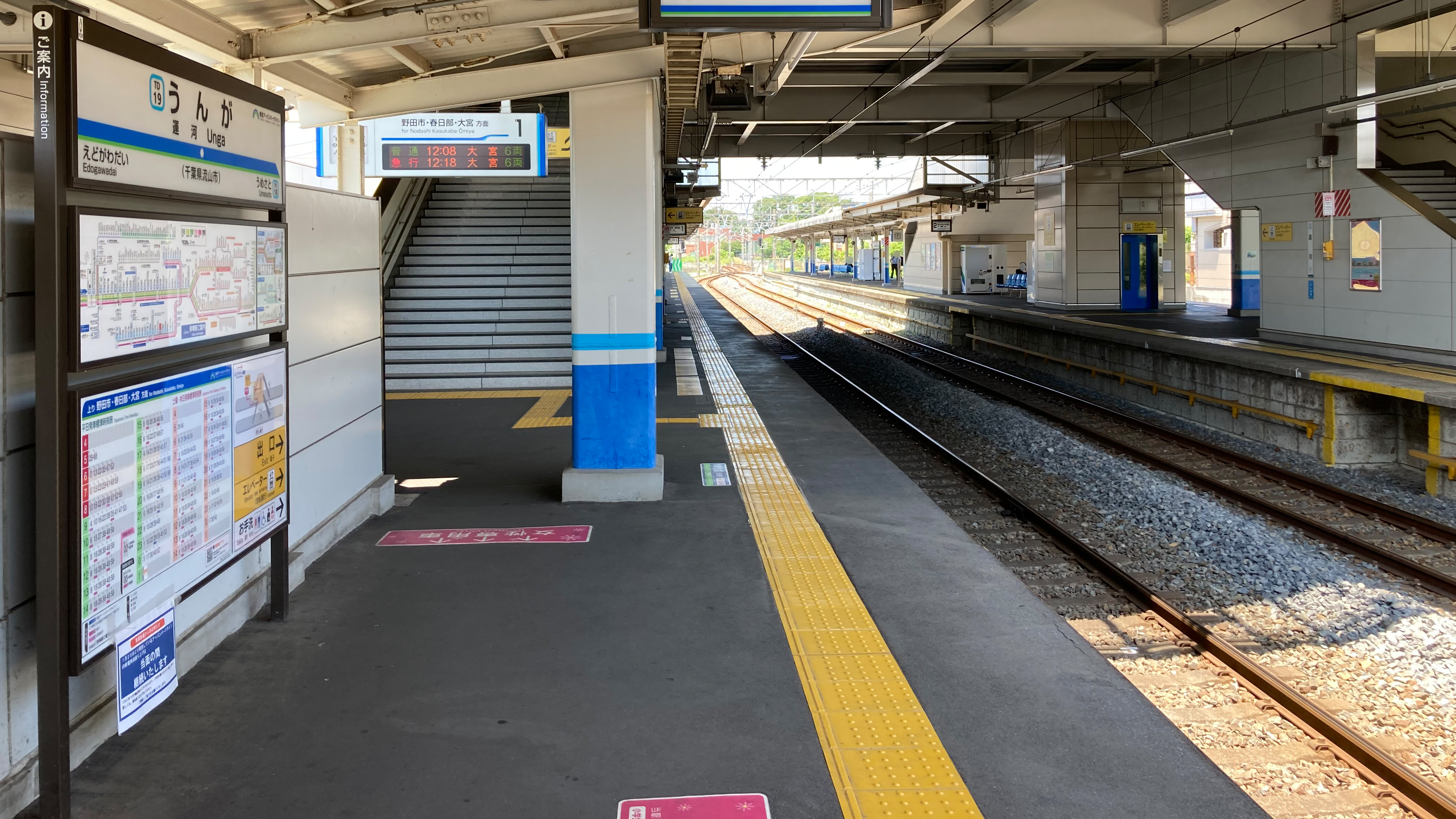
1號月台（2021年5月）
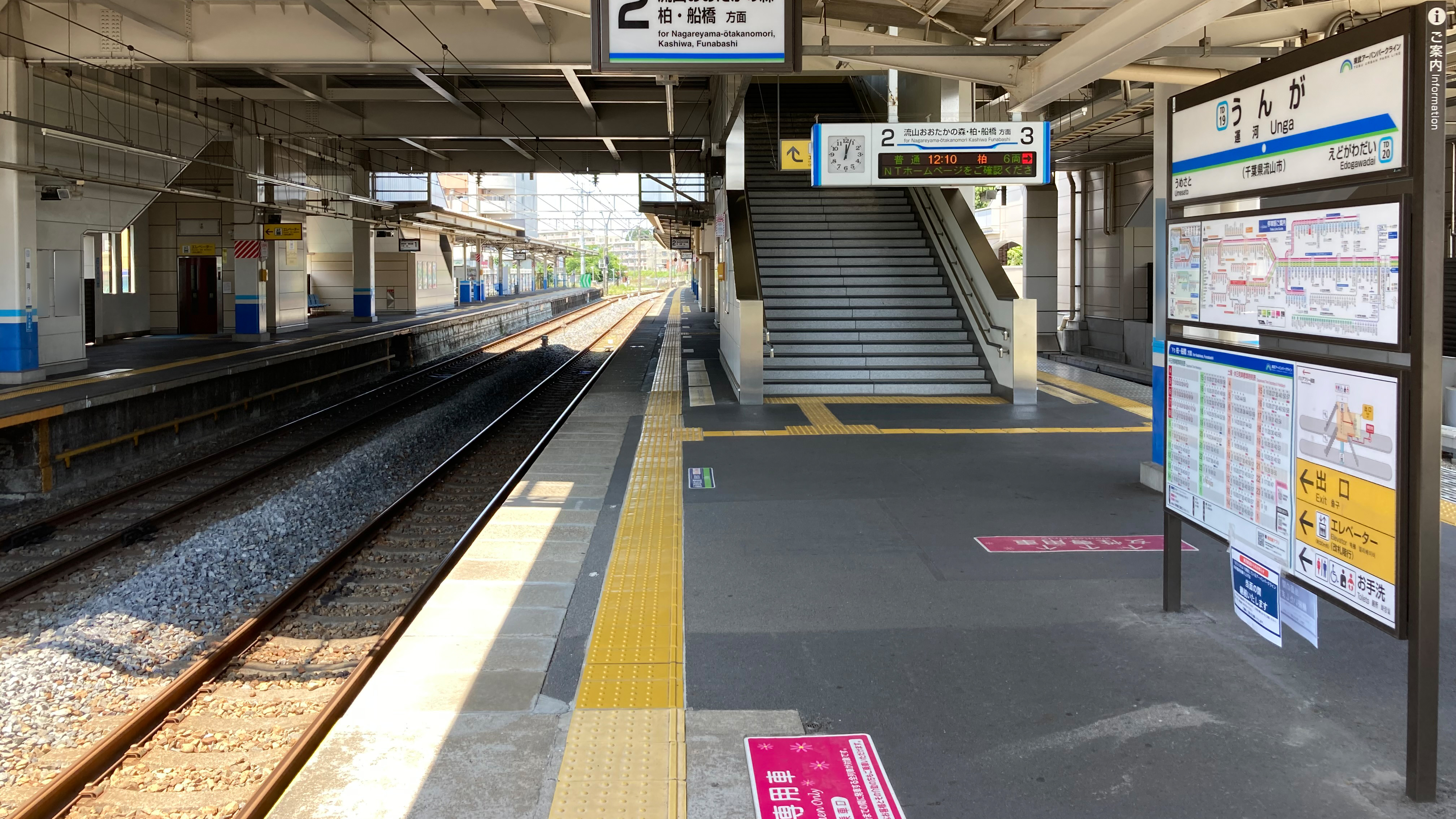
2號與3號月台（2021年5月）

## 使用情況
2016年度1日平均上下車人次為21,718人。
近年1日平均上下、上車人次如下｡
| 年度               | 1日平均 上下車人次 | 1日平均 上車人次 |
| ------------------ | ------------------ | ---------------- |
| 2001年（平成13年） |                    | 10,610           |
| 2002年（平成14年） |                    | 10,458           |
| 2003年（平成15年） | 21,785             | 10,989           |
| 2004年（平成16年） | 21,620             | 10,916           |
| 2005年（平成17年） | 21,965             | 11,060           |
| 2006年（平成18年） | 22,472             | 11,253           |
| 2007年（平成19年） | 23,119             | 11,501           |
| 2008年（平成20年） | 23,269             | 11,572           |
| 2009年（平成21年） | 22,766             | 11,316           |
| 2010年（平成22年） | 22,628             | 11,247           |
| 2011年（平成23年） | 22,981             | 11,309           |
| 2012年（平成24年） | 23,165             |                  |
| 2013年（平成25年） | 21,909             |                  |
| 2014年（平成26年） | 21,232             |                  |
| 2015年（平成27年） | 21,781             |                  |
| 2016年（平成28年） | 21,718             |                  |

## 相鄰車站
東武鐵道
 東武都市公園線
- ■特急「都市公園Liner」終點站

■急行、■普通
梅鄉（TD 18）－運河（TD 19）－江戶川台（TD 20）

## 外部連結
- 運河（車站資訊） - 東武鐵道